# Перигляціальна зона

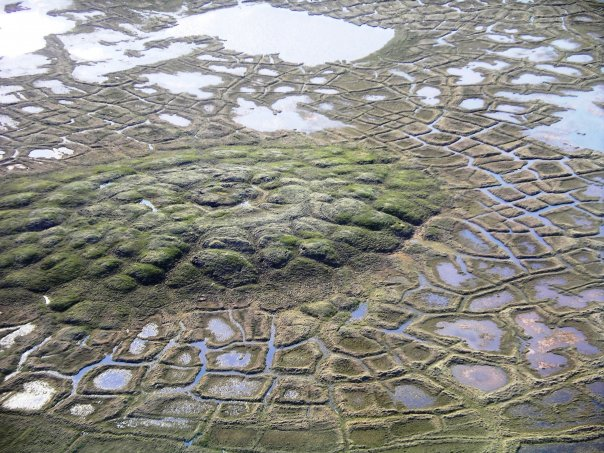
Приклад перигляціального пейзажу.

Перигляціальна зона - смуга шириною до 100-150 км, що розташовується навколо околиць рівнинних материкових зледенінь, що характеризується своєрідними, суворими кліматичними ландшафтними умовами. Багато дослідників вважають, що в умовах П.з. в сухих і холодних степах і тундрі, при пануванні сильних вітрів утворювалися леси, первинний генезис яких вважається еоловим, еолово-делювіальним, при подальшій участі соліфлюкції і процесів перевідкладення у водному середовищі. Кожній льодовиковій епосі притаманний свій комплекс перигляціальних утворень, що складається з лісів, флювіогляціальних і річкових відкладів з сингенетичними мерзлотними деформаціями. Оскільки межі материкових зледенінь послідовно скорочувалися від максимального (дніпровського) в середньому плейстоцені до Осташковського в кінці плейстоцену, відповідно зміщувалися на північ і П.з. цих зледенінь, тому утворення різновікових П.з. налягають один на одного лускоподібними (?)нашаруваннями(?) , подібно осадам різних льодовикових епох.